# Live shopping
 (décembre 2021).
La mise en forme du texte ne suit pas les recommandations de Wikipédia : il faut le « wikifier ».
Les points d'amélioration suivants sont les cas les plus fréquents :
- Les titres sont pré-formatés par le logiciel. Ils ne sont ni en capitales, ni en gras.
- Le texte ne doit pas être écrit en capitales (les noms de famille non plus), ni en gras, ni en italique, ni en « petit »…
- Le gras n'est utilisé que pour surligner le titre de l'article dans l'introduction, une seule fois.
- L'italique est rarement utilisé : mots en langue étrangère, titres d'œuvres, noms de bateaux, etc.
- Les citations ne sont pas en italique mais en corps de texte normal. Elles sont entourées par des guillemets français : « et ».
- Les listes à puces sont à éviter, des paragraphes rédigés étant largement préférés. Les tableaux sont à réserver à la présentation de données structurées (résultats, etc.).
- Les appels de note de bas de page (petits chiffres en exposant, introduits par l'outil «  Source ») sont à placer entre la fin de phrase et le point final[comme ça].
- Les liens internes (vers d'autres articles de Wikipédia) sont à choisir avec parcimonie. Créez des liens vers des articles approfondissant le sujet. Les termes génériques sans rapport avec le sujet sont à éviter, ainsi que les répétitions de liens vers un même terme.
- Les liens externes sont à placer uniquement dans une section « Liens externes », à la fin de l'article. Ces liens sont à choisir avec parcimonie suivant les règles définies. Si un lien sert de source à l'article, son insertion dans le texte est à faire par les notes de bas de page.
- La présentation des références doit suivre les conventions bibliographiques. Il est recommandé d'utiliser les modèles {{Ouvrage}}, {{Chapitre}}, {{Article}}, {{Lien web}} et/ou {{Bibliographie}}. Le mode d'édition visuel peut mettre en forme automatiquement les références.
- Insérer une infobox (cadre d'informations à droite) n'est pas obligatoire pour parachever la mise en page.

Pour une aide détaillée, merci de consulter Aide:Wikification.
Si vous pensez que ces points ont été résolus, vous pouvez retirer ce bandeau et améliorer la mise en forme d'un autre article.

Le live shopping (ou livestream shopping, « shopping en direct ») est une technique de vente consistant à promouvoir et vendre des produits par le biais de livestreams sur leur propre site ou sur les plateformes sociales, souvent en collaboration avec des influenceurs.
L'objectif est d'offrir aux consommateurs une expérience immersive et interactive, en leur permettant de poser des questions et d'acheter des produits pendant le live.
Ce concept a démarré en Asie en 2017, puis s'est étendu au reste du monde au cours des années suivantes.

## Live Shopping en France
En France, le premier confinement lié à la Covid-19, en mars 2020, voit les premiers lives shopping apparaître. De grands groupes comme Fnac Darty, Carrefour ou Leroy Merlin se lancent sur ce nouveau canal de vente avec succès.
Le groupe Fnac Darty a par exemple réalisé 49 livestreams e-commerce entre septembre et décembre 2020. Le premier live a réussi à réunir 5500 participants et 12 000 vues tandis que le deuxième a rassemblé 10 000 spectateurs le jour du live. Une belle progression qui montre l’intérêt des Français pour ce nouveau phénomène.
Depuis 2020, de plus en plus de marques vont plus loin et développent de véritables stratégies Live Shopping à l'instar d'Engie ou Bouygues Télécom qui collaborent avec la société spécialisée Livewan., ou encore Orange, Boulanger et Carrefour, qui utilisent la solution Caast.
Dans une interview de E-commerce Magazine, Antoine Leclercq, CEO de Caast, déclare : « Nous concevons nos live comme des émissions de télé sur les sites des distributeurs. Sur certains d'entre eux, nous avons réalisé plus de 200 000 euros de chiffre d'affaires en 60 minutes, notamment dans le secteur du high- tech. ».
Il existe deux types de prestations sur le marché :
- D'un côté, il y a des acteurs qui organisent les lives dans un studio avec une régie et des caméras.
- De l'autre, il y a d’autres entreprises à l'image de Bellepoque préfèrent miser sur la simplicité et l'authenticité en proposant de diffuser des lives depuis le smartphone de l’animateur. Cette approche a notamment permis de démocratiser le live shopping auprès de plus petites marques.

## Terminologie et phénomène
Le live shopping consiste, en des lives sur des plateformes numériques (e-commerce) ou des réseaux sociaux (Facebook, Instagram, Tiktok,  etc.) dans lesquels un animateur fait la promotion de produits.
Pendant que l’animateur fait la promotion de la marque et des produits en direct, les participants peuvent poser des questions, chatter ou acheter des produits de la boutique. De cette façon, l'activité de shopping passe d'une activité hors-ligne vers le monde numérique.
L'objectif est de faire en sorte que les consommateurs soient totalement impliqués dans la vente en direct qui peut avoir lieu à l'autre bout du monde, sans qu'il soit nécessaire d'y être physiquement.

## Le shopping dans la société contemporaine

### Les influenceurs et leur rôle contemporain
Internet a eu un impact considérable dans de nombreux domaines, notamment sur la communication et la consommation. Il est aujourd’hui considéré comme l'un des médias les plus influents et un élément clé de la mondialisation.
L'arrivée des réseaux sociaux a modifié le comportement des consommateurs, en connectant les utilisateurs et en les rendant participants et actifs, prosommateurs, à la fois consommateurs et producteurs de contenu.
Dans ce contexte, le concept d'e-marketing, ou marketing digital a fait son chemin, c'est-à-dire l'application des concepts du marketing à travers Internet. Kotler affirme que le marketing électronique est "l'effort de l'entreprise pour informer, faire de la publicité et vendre des produits et des services via Internet". Ce nouveau type de marketing permet d'identifier une cible plus précise, de personnaliser l'expérience de chaque utilisateur en la rendant plus dynamique. La segmentation est un outil très utile pour cibler directement les consommateurs qui, grâce à l'Internet, sont de plus en plus informés et qu'il devient donc plus difficile d'attirer par les médias traditionnels.
Les médias sociaux ont transformé la communication, permettant l'interaction et l'engagement entre les membres d'une communauté par le biais de messages, de partage de photos et de vidéos en temps réel et à l'échelle mondiale. Cet environnement permet au consommateur de créer et de partager des contenus créatifs, informatifs et amusants. Les médias offrent donc aux entreprises l'opportunité d'atteindre de nouveaux marchés et de nouvelles cibles de clientèle élargies.
Le concept de marketing numérique donne lieu à plusieurs sous-catégories, dont le marketing d'influence. Les célébrités ont toujours été utilisées pour promouvoir des contenus, accroître la notoriété d'une marque ou sa perception. Dans le marketing d'influence, cependant, les célébrités sont choisies à travers les réseaux sociaux et, grâce à leurs connaissances, leurs compétences ou leur personnalité elles peuvent devenir des leaders d'opinion en ligne et ainsi influencer directement ou indirectement les décisions des consommateurs. Par conséquent, les influenceurs peuvent contribuer à attirer de nouveaux consommateurs potentiels, à créer une notoriété de marque et à améliorer l'image de marque.
Les consommateurs ont tendance à percevoir les messages annoncés par les influenceurs comme plus fiables et plus convaincants que la publicité conventionnelle, assurant ainsi un retour sur investissement (ROI) plus élevé pour les entreprises. Le marketing d'influence repose sur la confiance des consommateurs acquise par les leaders d'opinion au fil du temps.

### Coup de pouce de la pandémie
La pandémie de Covid-19 et les confinements qui en ont découlé ont eu un impact significatif sur l'utilisation des réseaux sociaux et la consommation. Le contenu éphémère en particulier a été davantage consommé pendant la pandémie.
Les marques ont donc tenté et tentent encore de s'adapter à ce changement décisif. En Chine, où le live shopping a connu un essor considérable pendant la pandémie, les consommateurs ont trouvé que les achats en livestream shopping étaient une expérience interactive importante.

## Valeur et volume
Selon Alibaba, le plus grand détaillant en ligne de Chine, la valeur de la vente liée aux lives shopping qu’ils ont diffusé pendant le festival d'achats de la fête du Single's Day a atteint environ 20 milliards de yuans (environ 3 millions d’euros) en novembre 2019[10].
En 2020, le nombre de consommateurs de live shopping en Chine a atteint 526 millions. Le livestream shopping représente un pont entre le divertissement et les achats en ligne, c'est pourquoi ce phénomène a l'énorme potentiel de devenir la nouvelle norme du e-commerce mondial.
Les ventes via le live shopping pourraient constituer entre 10 et 20% du e-commerce global d'ici 2026. En Europe, 70% des consommateurs montrent de l'intérêt pour le live shopping, dont 67% en France, selon une étude de Forrester Consulting réalisée pour le compte d'AliExpress.